# Dorrit Willumsen
Dorrit Willumsen (Nørrebro, 31 de agosto de 1940) es una escritora danesa galardonada con el prestigioso Premio de Literatura del Consejo Nórdico en 1997 con Bang: en roman om Herman Bang.
Trabajó como oficinista, bibliotecaria y marchante de arte antes de publicar su primera obra en 1965. Se casó con el escritor Jess Ørnsbo en 1963, y su hijo Tore Ørnsbo (1970-) también es escritor. 

## Obra
- 1965 Knagen, relatos cortos
- 1967 Stranden, novela
- 1968 Da, novela
- 1970 The, krydderi, acryl, salær, græshopper, novela
- 1973 Modellen Coppelia, relatos cortos
- 1974 En værtindes smil
- 1976 Kontakter, poesía
- 1976 Neonhaven, novela
- 1978 Hvis det virkelig var en film, relatos cortos
- 1978 Den usynlige skønhed, poesía
- 1980 Danske fortællinger, short stories
- 1980 Manden som påskud
- 1982 Programmeret til kærlighed
- 1983 Umage par, poesía
- 1984 Marie: en novel om Marie Tussauds liv
- 1985 Caroline, obra de teatro
- 1988 Suk hjerte, novela
- 1989 Glemslens forår, relatos cortos
- 1995 Klædt i purpur, novela histórica
- 1997 Bang: en novel om Herman Bang
- 1997 De kattens feriedage, humor
- 2000 Koras stemme, novela
- 2001 Tøs: et hundeliv
- 2003 Bruden fra Gent, novela
- 2005 Den dag jeg blev Honey